# Incisencyrtus
Incisencyrtus is een geslacht van vliesvleugeligen uit de familie Encyrtidae. De wetenschappelijke naam van dit geslacht is voor het eerst geldig gepubliceerd in 1988 door Prinsloo.

## Soorten
Het geslacht Incisencyrtus omvat de volgende soorten:
- Incisencyrtus afer Prinsloo, 1988
- Incisencyrtus canariensis (Mercet, 1923)
- Incisencyrtus secus Prinsloo, 1988
- Incisencyrtus sirus Prinsloo, 1988